# Бива (озеро)
Би́ва (яп. 琵琶湖 Бива-ко), раньше называлось Оми, в русскоязычных источниках также Мизууми, от мидзууми (яп. 湖, «озеро») — крупнейшее озеро Японии, находящееся в префектуре Сига (центральная часть острова Хонсю), к северо-востоку от бывшей столицы Киото. Пресноводное, имеет тектоническое происхождение. Часто упоминается в японской литературе, так как находится близко к древней столице. Про это озеро складывались стихи, с ним связаны многочисленные битвы. По преданию, название озера происходит от музыкального инструмента бива из-за сходства очертаний с формой этого инструмента.

## Общее описание

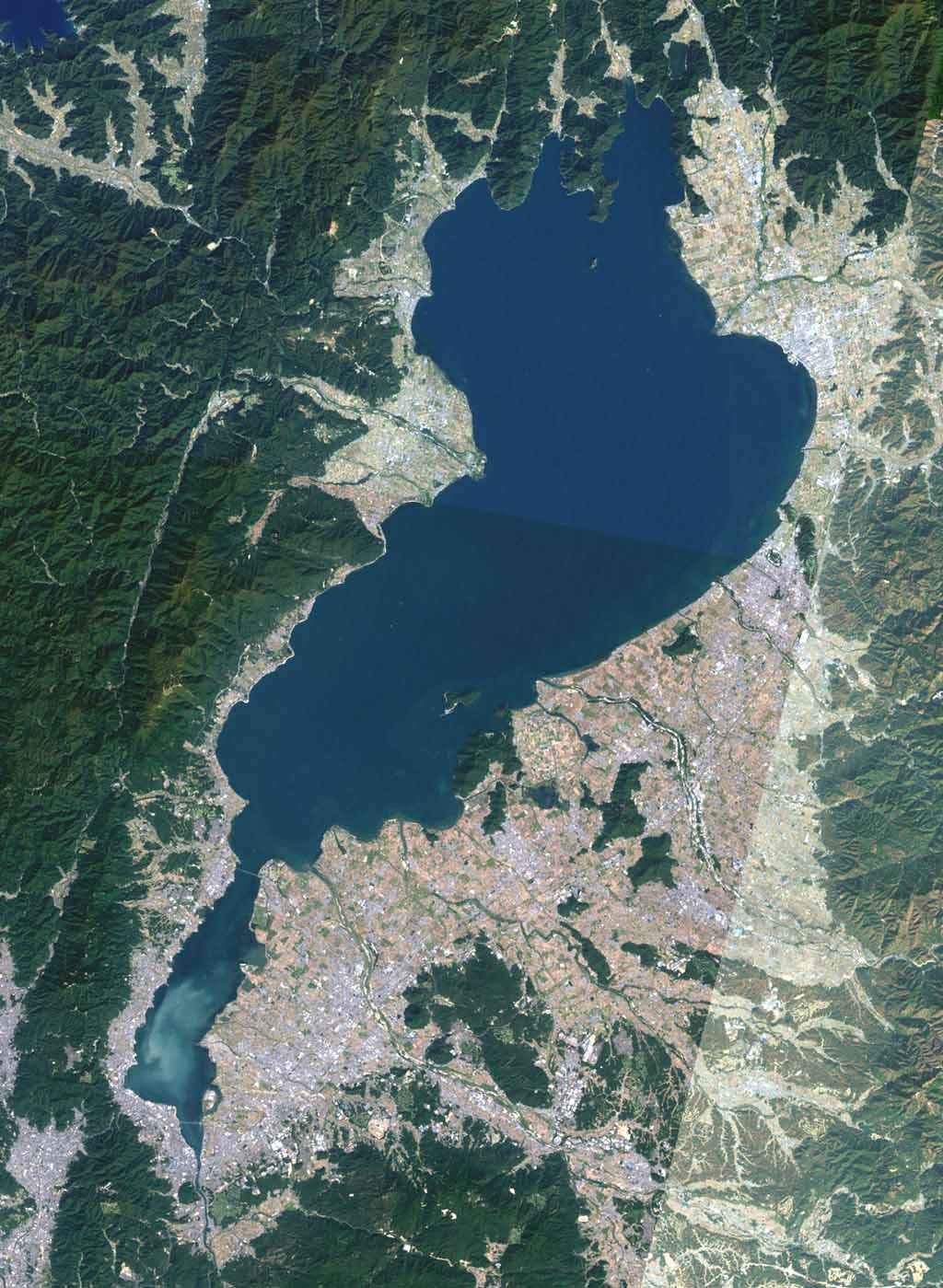
Спутниковый снимок озера Бива

Бассейн озера охватывает 3174 км², озеро имеет длину 63,5 км, минимальная ширина — 20 км, площадь 670,3 км², максимальная глубина 103,8 м, объём 27,5 км³, побережье 235 км, высота над уровнем моря 85,6 м или 85 м. Средняя глубина в южной части озера — 4 м, в северной — 40 м.
В озеро впадают более 400 (460) рек, из озера вытекает река Сэта (название реки Йодо в верховьях). Основные притоки озера: Мано, Камо, Адо, Исида, Тинаи, Його, Ане, Амано, Сери, Инуками, Усо, Эти, Тёмёдзи, Хино, Ясу и Кусацу. Бассейн озера лежит на территории префектур Сига (96 % площади префектуры), Миэ, Киото, Осака, Хиого и Нара. Суммарная площадь бассейнов озера и вытекающей из него Йодо составляет 8240 км².
Среднегодовая норма осадков в районе озера составляет 1845 — 1880 мм. На юге озера она составляет около 1600 мм, а на севере его бассейна доходит до 3000 мм.
На озере 4 основных острова: Тикубусима (яп. 竹生島), Окиси́ма (яп. 沖島), Такэси́ма (яп. 多景島), Окиносираиси (яп. 沖の白石).
К востоку от озера расположены обширные рисовые поля. Большая часть населения сосредоточена к югу и востоку от озера. На озере расположены большие города Хиконэ и Оцу.
В 1993 году озеро было объявлено Рамсарским угодьем.
Озеро снабжает питьевой водой около 13-14 млн человек в регионе Кансай, включая город Киото. Два канала, построенные в 1890 и 1912 годах, отводят воду из озера в Киото. В озере обитает значительное количество рыбы.
Осенью и весной во время дождей и тайфунов уровень воды может подниматься на три метра.
Температура воды в центральной части озера круглый год превышает 4°С.
Озеро Бива образовалось более 4 миллионов лет назад (или около 5 млн) и является одним из самых старых озёр в мире. Бассейн озера сложен в основном гранитом, осадочными породами плиоцена и плейстоцена, сланцами, песчаником, известняком, и рыхлыми отложениями. Озеро лежит во впадине Оми, его бассейн ограничен на востоке хребтами Ибуки и Судзука высотой 1200—1300 м, на западе хребтами Хира и Хиэй высотой 800—1200 м, на юге хребтами Сирагаки и Таканами высотой 600—700 м. На севере хребет Кохоку является водоразделом между Бива и Японским морем.
В озере водится более 1000 видов водных организмов, многие из которых являются эндемиками Бивы. 13 из 53 видов рыбы которые водятся в озере, эндемичны.

## Галерея

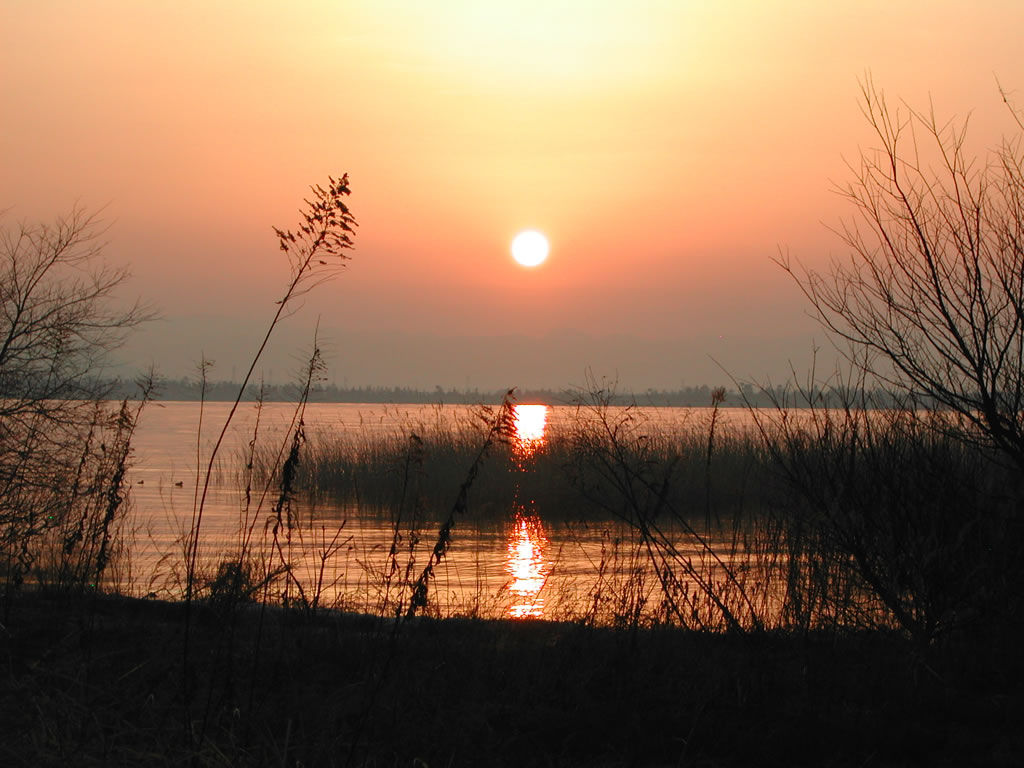
Озеро Бива
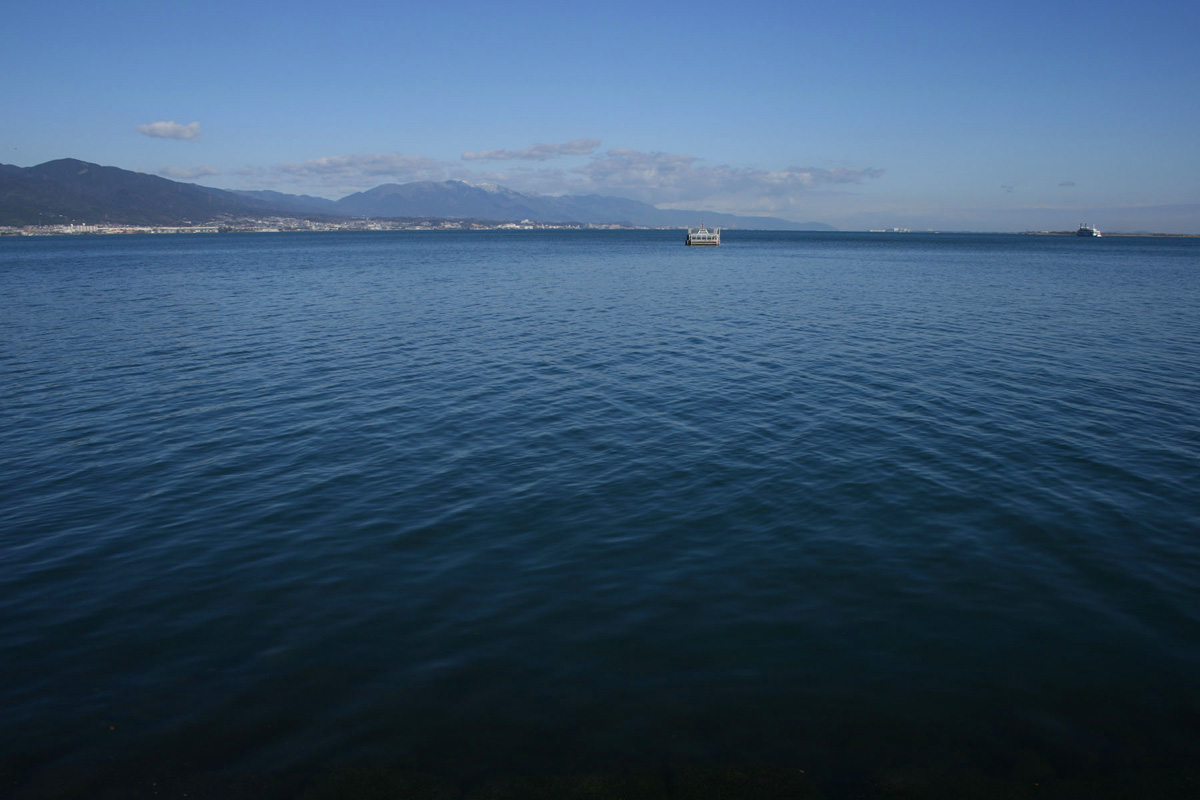
Озеро Бива зимой
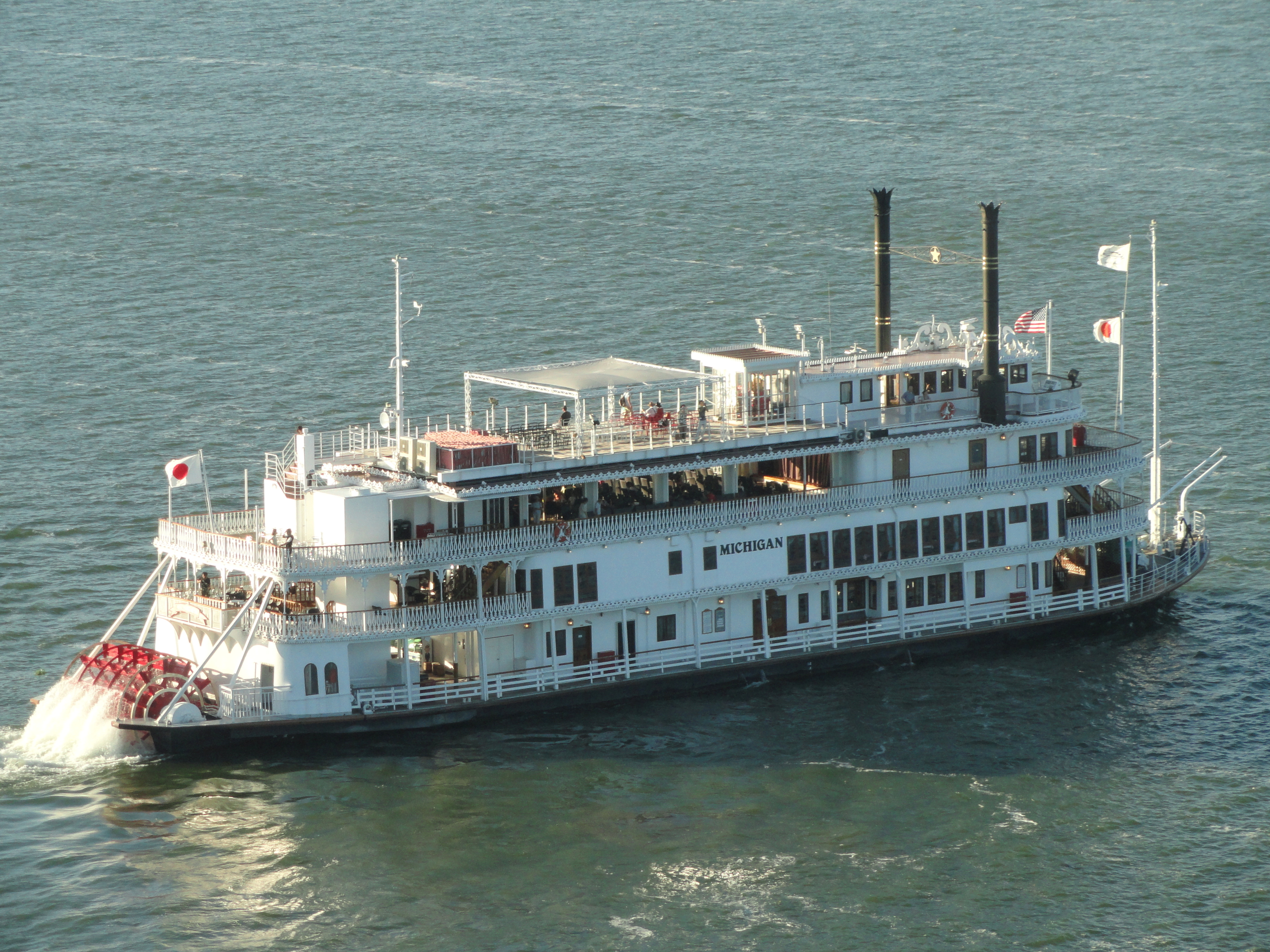
Судно на озере
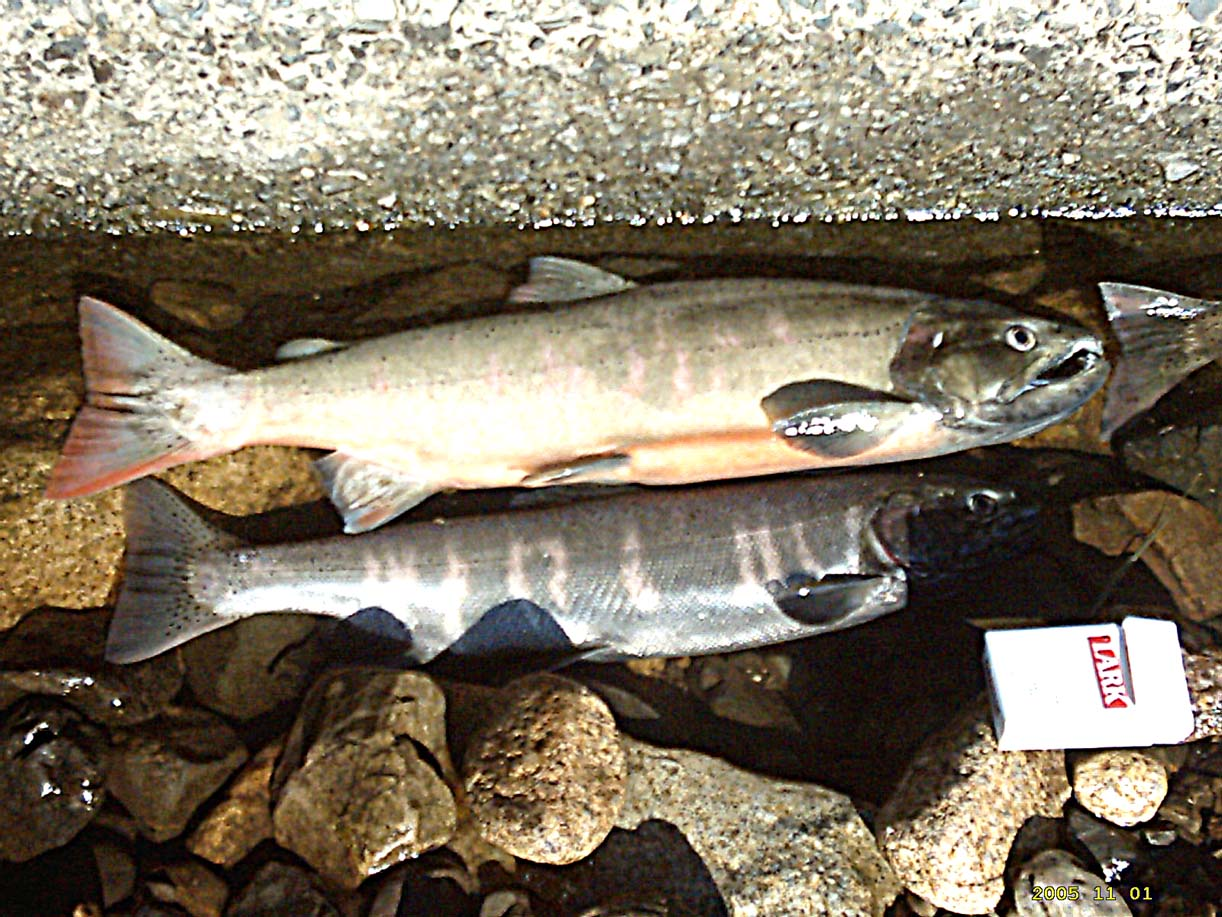
Лосось из озера